# Hilding Ekelund

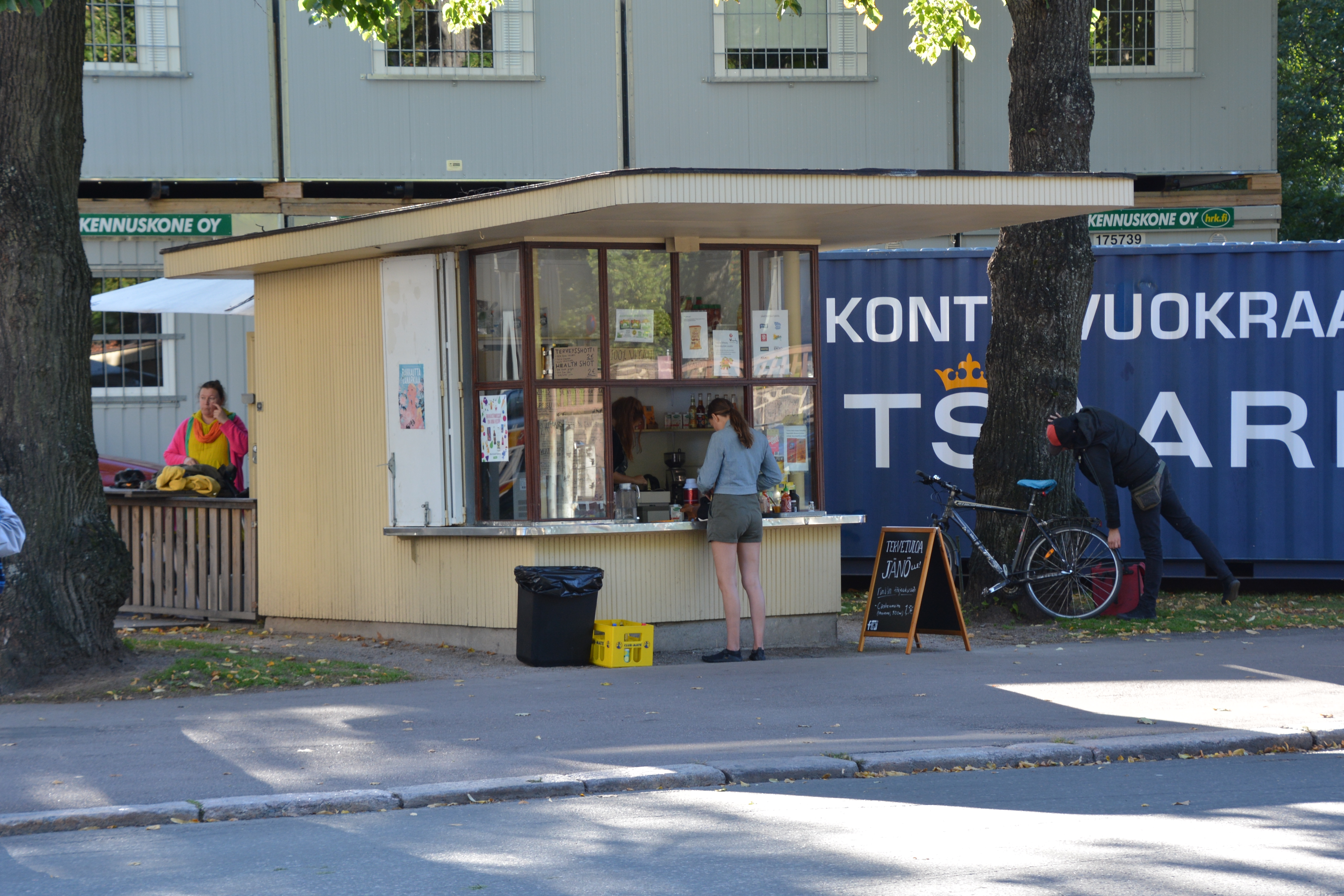
Kepskiosk, Jaskan Grill, Museigatan i Helsingfors

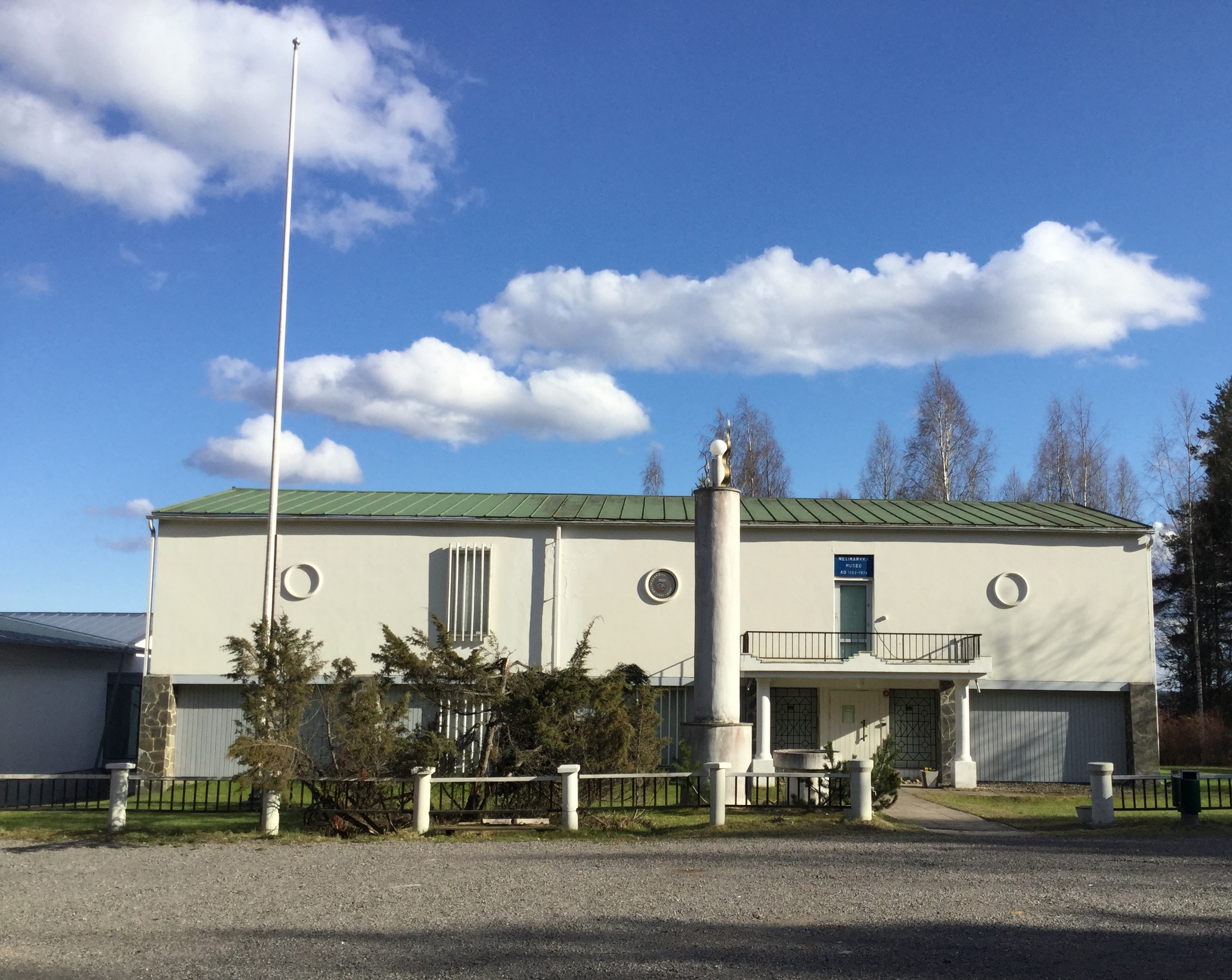
Nelimarkkamuseet i Alajärvi

Georg Hilding Ekelund, född 18 november 1893 i Kangasniemi, död 30 januari 1984 i Helsingfors, var en finlandssvensk arkitekt. Han ses som en av 1900-talets mest betydande finländska arkitekter vid sidan av Alvar Aalto och Erik Bryggman. Ekelund ritade såväl privathus som offentliga byggnader och hela bostadskvarter och verkade också som lärare för flera arkitektgenerationer.
Hilding Ekelund utexaminerades som arkitekt från Tekniska högskolan i Helsingfors 1916. Åren 1920–1921 arbetade Ekelund på Hakon Ahlbergs arkitektbyrå i Stockholm, och efter det flyttade han till Ivar Tengboms arkitektbyrå. Sin egen arkitektbyrå grundade Ekelund år 1926. Åren 1941–1949 var han Helsingfors stadsarkitekt och 1950–1958 arkitekturprofessor vid Tekniska högskolan.
Hilding Ekelund ritade de fyrkantiga kepskiosker, som sattes upp i stort antal i Helsingfors under 1940- och 1950-talen.
Han var bror till konstnären och poeten Ragnar Ekelund och gift med arkitekten Eva Kuhlefelt-Ekelund.

## Verk i urval
- Helsingfors konsthall, 1928
- Tölö kyrka i Helsingfors, 1930
- Finlands ambassad i Moskva, 1938
- Roddstadion, Helsingfors, 1938–1940
- Helsingfors velodrom, 1938–1940
- stadsplan för Karis köping 1938–1940
- Olympiabyn, Kottby, Helsingfors, 1940
- Sundholmens kolkraftverk i Helsingfors, 1951
- Nelimarkkamuseet i Alajärvi, 1964

## Bildgalleri

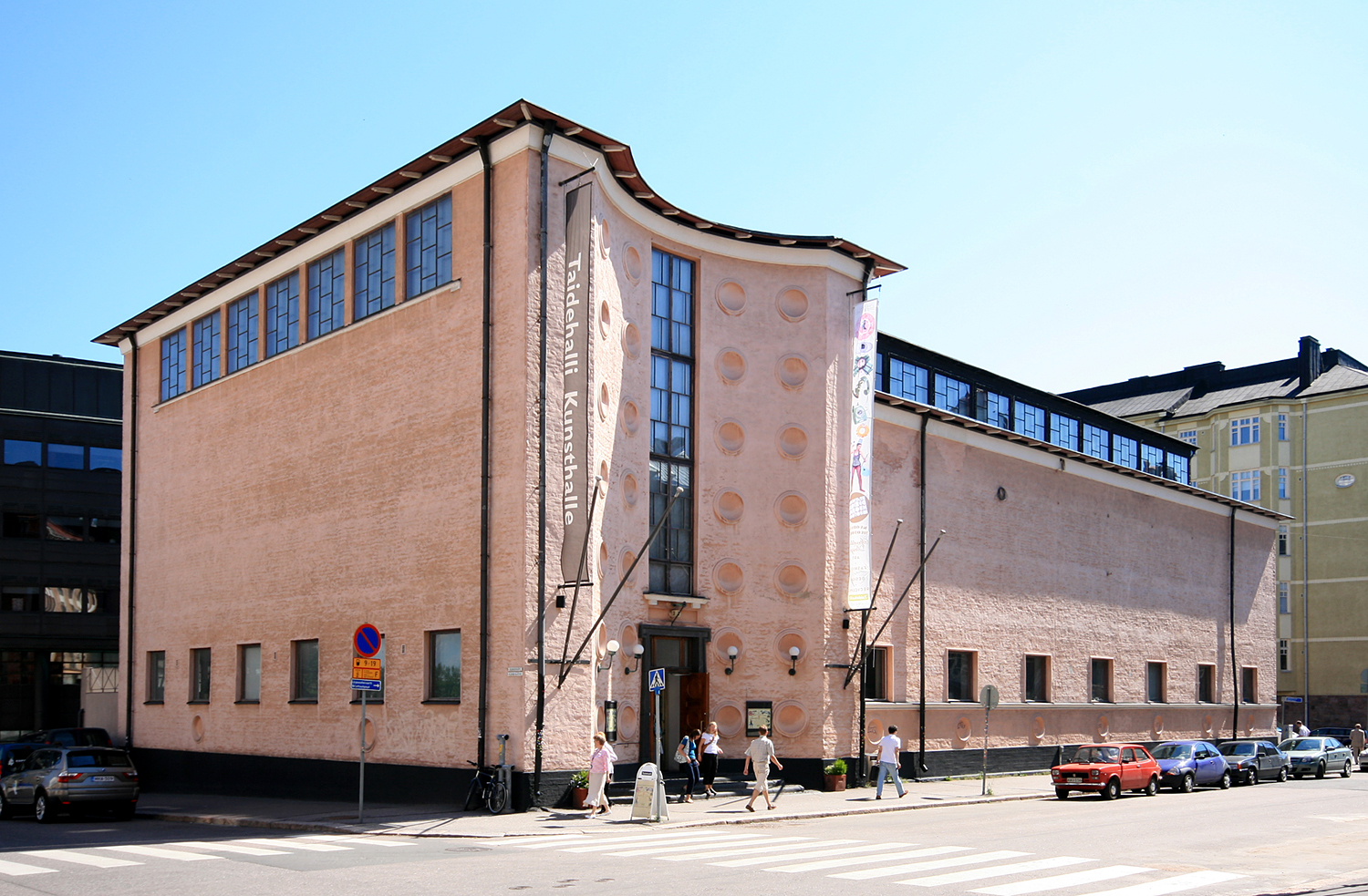
Helsingfors konsthall
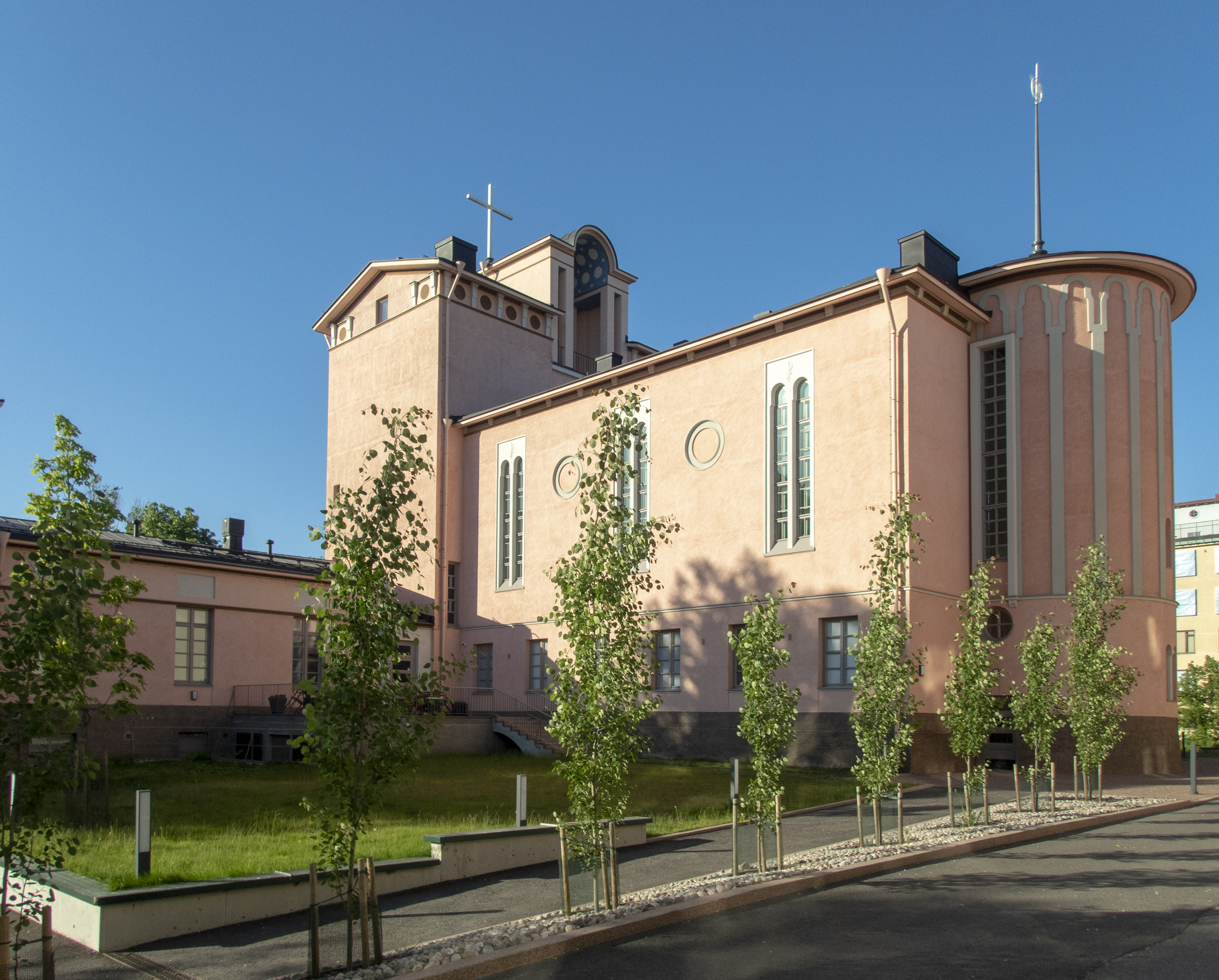
Tölö kyrka
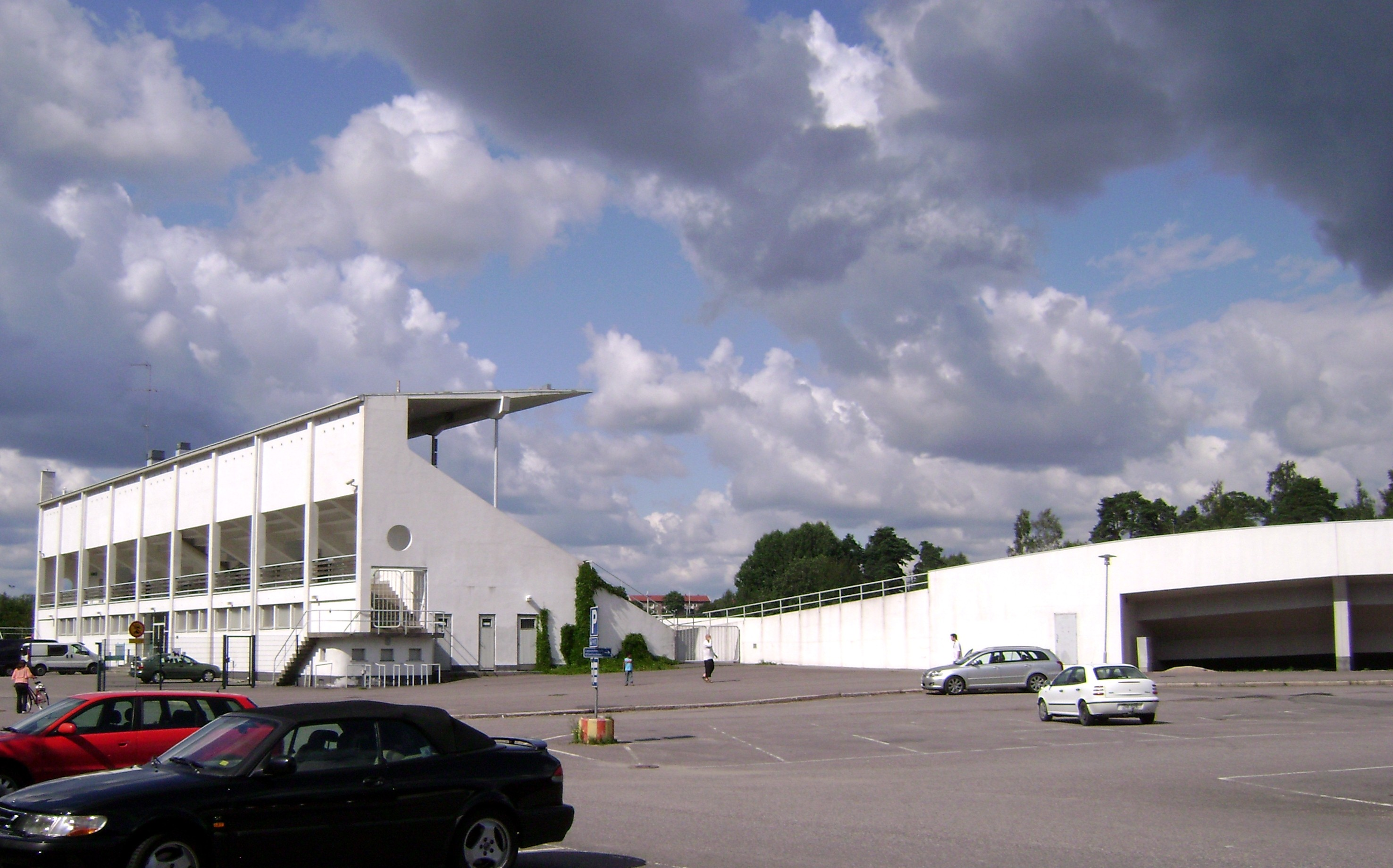
Helsingfors velodrom
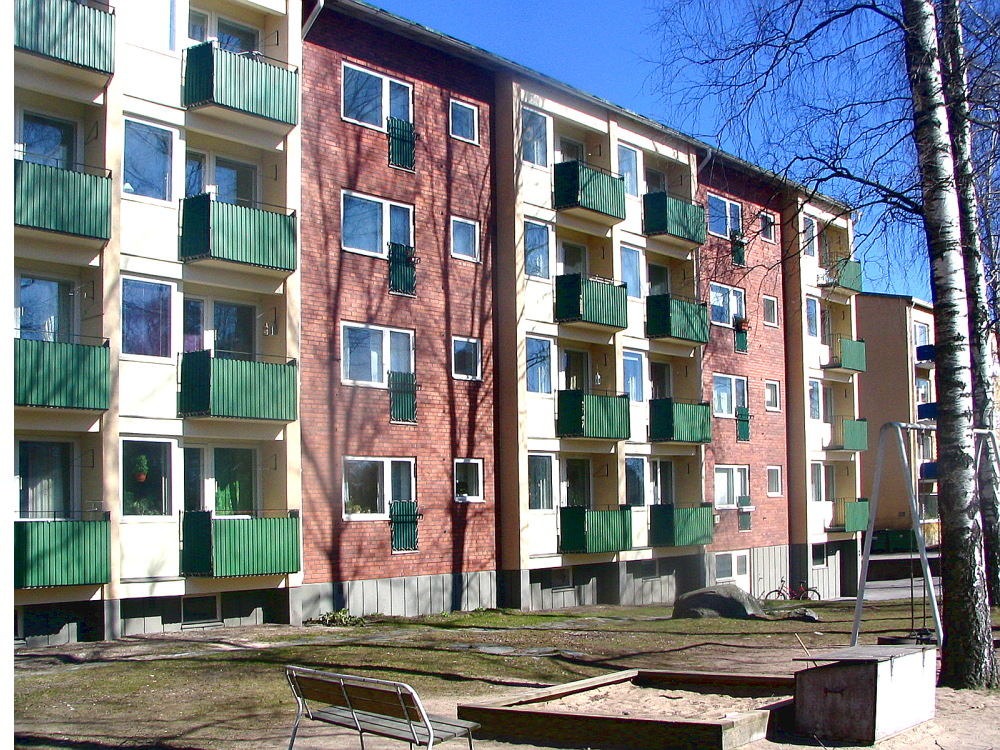
Rödluvans väg 12 i Kasberget i Helsingfors
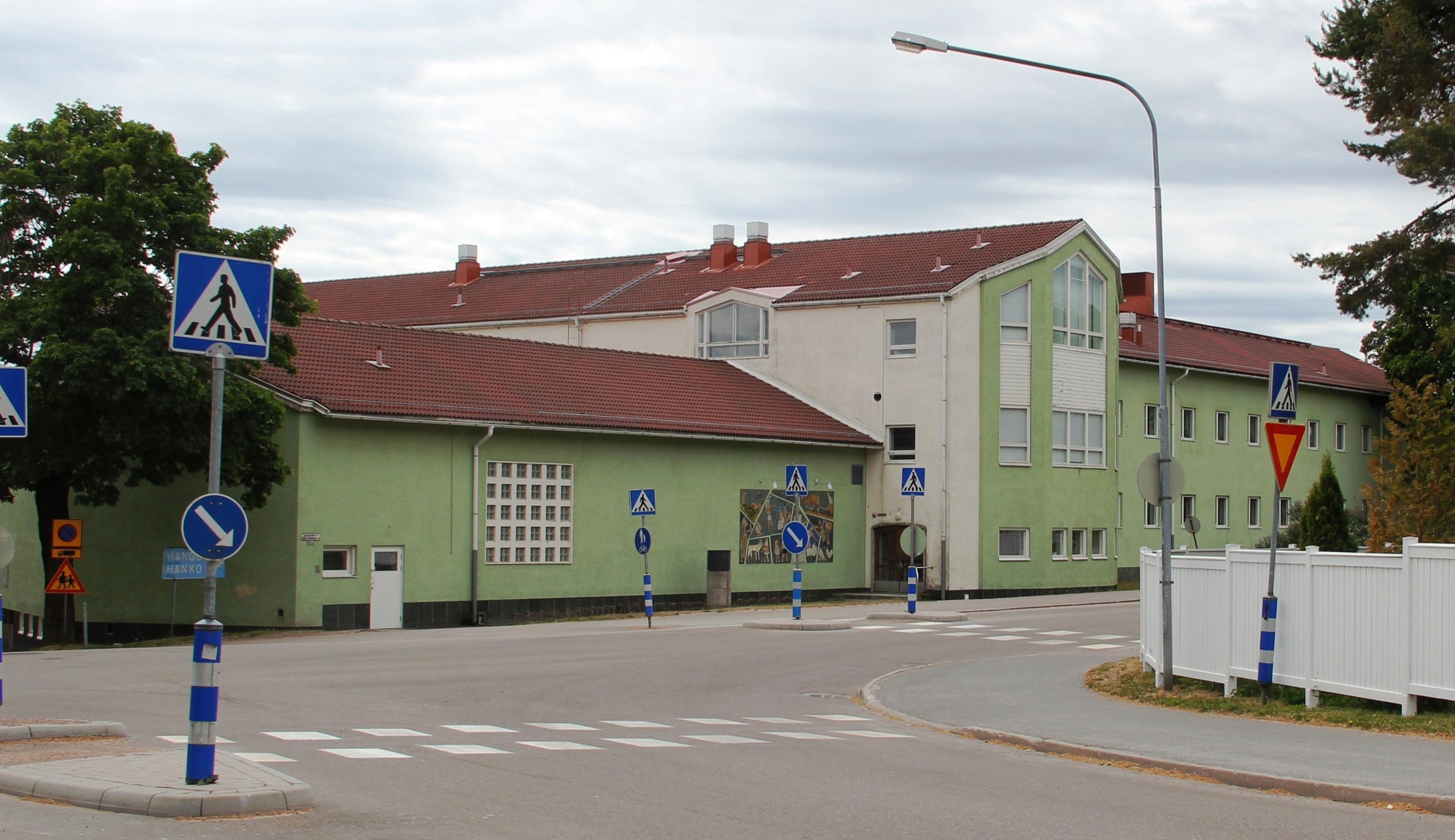
Samskolan i Karis
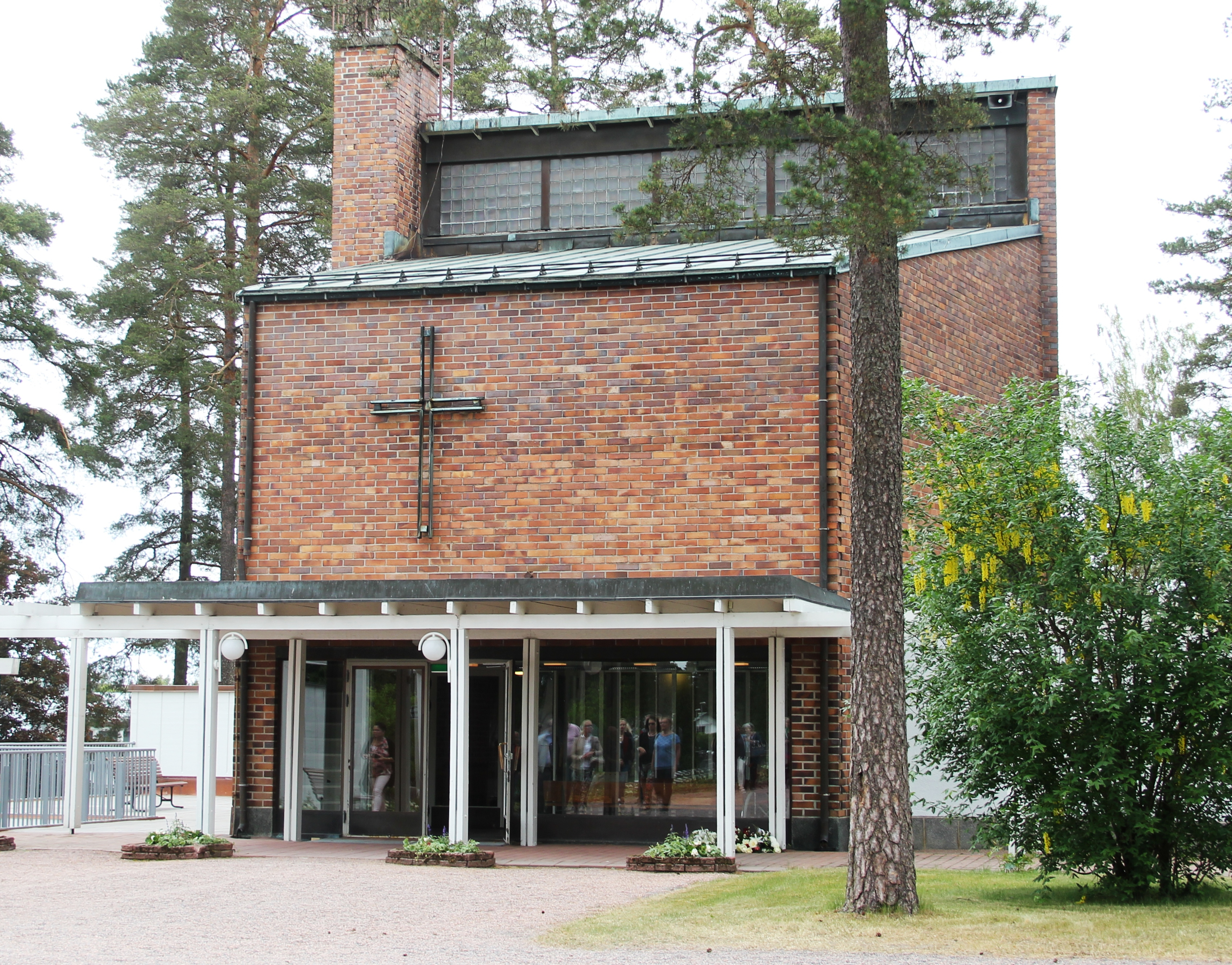
Kapell på Sankt Olovs begravningsplats i Karis